# George Roseborough Collins
George Roseborough Collins (Springfield, Massachusetts, 2 setembre 1917 – Falmouth, Massachusetts, 5 gener 1993) va ser un historiador de l'art i de l'arquitectura americà, que sobresurt com a estudiós de l'obra de Gaudí.

## Biografia
Fou professor d'història de l'art a la Universitat de Colúmbia (Nova York). S'especialitzà en arquitectura moderna i en art hispànic. Dirigí importants estudis sobre Gaudí, Gustavino i diversos arquitectes i urbanistes catalans. Fou president d'Amics de Gaudí, als Estats Units, i creà, a Nova York, el Catalan Art Institute.
Va publicar: Antoni Gaudí (1960), en anglès; Arturo Soria y la Ciudad Lineal (1968); nombrosos estudis sobre Gaudí, i l'estudi de l'aplicació de la volta catalana als Estats Units.
El seu arxiu sobre art i arquitectura catalanes es conserva a la biblioteca de l'Institut d'Art de Chicago.
Va ser membre corresponent de la Reial Acadèmia Catalana de Belles Arts de Sant Jordi (1975) i doctor Honoris Causa per la Universitat Politècnica de Catalunya (1977)
A Barcelona (any 1998) se li va dedicar un carrer, que es troba prop dels pavellons Güell de Gaudí.